# Ólöf Sigríður Kristinsdóttir
Ólöf Sigríður Kristinsdóttir (* 22. Mai 2003 in Reykjavik) ist eine isländische Fußballspielerin und seit 2023 auch A-Nationalspielerin.

## Karriere

### Vereine
Ólöf spielte zuletzt bis 2019 für die Jugendmannschaft von Valur Reykjavík. Im selben Jahr wurde sie in einem einzigen Punktspiel für die erste Mannschaft in der Besta deild kvenna, der höchsten Spielklasse im isländischen Frauenfußball, eingesetzt. Am 9. August wurde sie beim 7:0-Sieg im Heimspiel gegen die Spielgemeinschaft HK/Víkingur Reykjavík für Margrét Lára Viðarsdóttir in der 73. Minute eingewechselt.
Zuvor bestritt sie im Zeitraum 10. Mai – 25. Juni 2019 sechs Punktspiele für den Zweitligisten ÍA Akranes. In ihrem ersten Punktspiel stellte sie mit dem 1:1-Ausgleichstreffer in der 63. Minute den Endstand in der Begegnung mit dem FH Hafnarfjörður her und erzielte gleichzeitig damit ihr erstes Tor im Seniorinnenbereich.
Über ein Leihgeschäft kam sie in den Spielzeiten 2020 und 2021 für den Erstligisten Þróttur Reykjavík in 29 Punktspielen zum Einsatz, in denen sie 14 Tore erzielte. Ihr erstes gelang ihr am 20. Juli 2020 beim 1:1-Unentschieden im Auswärtsspiel gegen den KR Reykjavík mit dem Treffer zur 1:0-Führung in der 76. Minute.
Mit Beginn der Spielzeit kam sie ein weiteres Mal in einem Punktspiel für Valur Reykjavík am 5. Mai 2021 zum Einsatz.
Zehn Tage später, am 15. Mai 2021, war sie ein zweites Mal auf Leihbasis für den Ligakonkurrenten Þróttur Reykjavík bis zum 3. August 2023 in 32 Punktspielen aktiv, in denen sie 14 Tore erzielte.
Mit ihrem Abschluss am Kvennaskólinn í Reykjavík (Frauengymnasium von Reykjavík) begab sie sich 2023 in die Vereinigten Staaten an die  Harvard University in Cambridge im Bundesstaat Massachusetts um ein Studium zu beginnen. Für das Sport-Team der Bildungseinrichtung, die Harvard Crimson, kam sie vom 25. August bis 16. November in 19 Spielen der Ivy League innerhalb der NCAA Division I zum Einsatz, in denen sie acht Tore erzielte.
Seit ihrer Rückkehr auf Island 2024 spielt sie fortan für Breiðablik Kópavogur.

### Nationalmannschaft
Ólöf kam in den Nachwuchsnationalmannschaften für den KSÍ in den Altersklassen U16, U17 und U19 zu insgesamt 24 Länderspieleinsätzen, in denen sie elf Tore erzielte. Ihr Debüt als Nationalspielerin erfolgte am 9. April 2018 im litauischen Gargždai beim 3:0-Sieg der U16-Nationalmannschaft über die U16-Nationalmannschaft Estlands in einem UEFA-Turnier; ihr gelang mit dem Treffer zum Endstand in der 80. Minute sogleich ihr erstes Länderspieltor.
Im Zeitraum 19. September 2018 – 16. Februar 2020 bestritt sie elf Länderspiele für die U17-Nationalmannschaft (1 Tor) und für die U19-Nationalmannschaft vier Länderspiele, jeweils zwei in der Gruppe 2 der ersten (1 Tor) und in der Gruppe C der zweiten EM-Qualifikationsrunde (1 Tor).
Ólöf kam zu ihrem A-Länderspieldebüt am 15. Februar 2023 in San Pedro del Pinatar im ersten Spiel des Turniers um den Pinatar-Cup beim 2:0-Sieg über die Nationalmannschaft Schottlands, wobei sie mit den Treffern zum 1:0 und 2:0 in der 50. und 52. Minute ihre ersten beiden A-Länderspieltore erzielte. Drei Tage später gehörte sie der Mannschaft an, die sich torlos von der Nationalmannschaft Wales’ trennte.
Ihrem ersten am 7. April 2023 in Antalya gegen die Nationalmannschaft Neuseelands ausgetragenen und 1:1 unentschieden beendeten Freundschaftsspiel, folgten am 5. Dezember 2023 das sechste und letzte Spiel der Gruppe A3 im Premiere-Wettbewerb der Nations-League (1:0 vs. Dänemark in Viborg) sowie zwei Ausschlussspiele gegen die Nationalmannschaft Serbiens am 23. und 27. Februar 2024 (1:1 und 2:1). Ihr (bislang) letztes A-Länderspiel bestritt sie am 31. Mai 2024 im dritten Spiel der EM-Qualifikationsgruppe A4 beim 1:1-Unentschieden gegen die Nationalmannschaft Österreichs in Ried im Innkreis.

## Erfolge
Nationalmannschaft
- Pinatar-Cup-Sieger 2023

Breiðablik Kópavogur
- Isländische Meister 2024

Valur Reykjavík
- Isländischer Meister 2019, 2021